# 구한성
구한성(1970년 1월 7일 ~)은 KBO 리그의 전 야구 선수다.

## 출신 학교
- 광주제일고등학교
- 인하대학교

## 같이 보기
- 1997년 쌍방울 레이더스 시즌
- 1998년 쌍방울 레이더스 시즌